# Stadionul Olimpic din München
Stadionul Olimpic (germană Olympiastadion) este un stadion din München, Germania, situat în centrul parcului olimpic din nordul orașului. Arena a fost construită pentru a găzdui Olimpiada de vară din 1972. Inițial capacitatea stadionului era de 80.000 de locuri, însă astăzi este de 69.250 de locuri.
Până la construcția Allianz Arena cu ocazia Cupei Mondiale din 2006, Olympiastadion a reprezentat casa cluburilor Bayern München și TSV 1860 München.
Arena a găzduit meciuri importante de nivel mondial cum ar fi: Finala Campionatului Mondial de Fotbal 1974, Finala Euro '88 și trei finale ale Cupei Campionilor Europeni (în 1979, 1993, 1997).

## Campionatul Mondial de Fotbal 1974
Stadionul a găzduit următoarele meciuri la Campionatul Mondial de Fotbal 1974:
| Data          | Ora (CEST) | Echipa #1     | Scor | Echipa #2        | Runda       | Spectatori |
| ------------- | ---------- | ------------- | ---- | ---------------- | ----------- | ---------- |
| 15 iunie 1974 | 18.00      | Italia        | 3–1  | Haiti            | Grupa 4     | 51.100     |
| 19 iunie 1974 | 19.30      | Haiti         | 0–7  | Polonia          | Grupa 4     | 23.400     |
| 23 iunie 1974 | 16.00      | Argentina     | 4–1  | Haiti            | Grupa 4     | 24.000     |
| 6 iulie 1974  | 16.00      | Brazilia      | 0–1  | Polonia          | Finala mică | 74.100     |
| 7 iulie 1974  | 16.00      | Țările de Jos | 1–2  | Germania de Vest | Finală      | 74.100     |

## Euro 1988
Stadionul a găzduit următoarele meciuri la Euro 1988:
| Data          | Ora (CEST) | Echipa #1         | Scor | Echipa #2     | Runda   | Spectatori |
| ------------- | ---------- | ----------------- | ---- | ------------- | ------- | ---------- |
| 17 iunie 1988 | 20.15      | Germania de Vest  | 2–0  | Spania        | Grupa A | 72.308     |
| 25 iunie 1988 | 15.30      | Uniunea Sovietică | 0–2  | Țările de Jos | Finală  | 72.308     |